# Val Pellice

Het Val Pellice is een bergdal in de Noord-Italiaans regio Piëmont (provincie Turijn). 
De vallei is gevormd door de rivier de Pellice die ontspringt op de noordelijke flank van de Monte Granero (3171 m) die op de grens met Frankrijk ligt. Het Val Pellice grenst in het noorden aan het Val Chisone, in het zuiden aan het Valle Po en in het westen aan het Franse Vallée de Guil. 
De administratieve hoofdplaats van het dal is het centraal gelegen Torre Pellice. In tegenstelling tot de meeste Piëmontese dalen is het Val Pellice niet met de buurdalen verbonden door middel van bergpassen. Hierdoor behoort het tot de rustigste valleien van de Cottische Alpen.   
In de 13e eeuw verborgen de uit Frankrijk afkomstige Waldenzen zich in het Val Pellice toen zij werden vervolgd door de Inquisitie. Zij brachten de Occitaanse taal met zich mee die er heden ten dage nog gesproken wordt. 

## Gemeenten in het dal
Bricherasio, Bibiana, Luserna San Giovanni, Torre Pellice, Villar Pellice, Bobbio Pellice

## Hoogste bergtoppen
- Monte Granero (3171 m)
- Becca Bucie (2998 m)
- Punta Cornour (2868 m)
- Monte Frioland (2720 m)